# Bibasis unipuncta
Bibasis unipuncta is een vlinder uit de familie van de dikkopjes (Hesperiidae). De wetenschappelijke naam van de soort is voor het eerst geldig gepubliceerd in 1962 door Lee. Deze soort wordt wel tot de Burara-soortengroep gerekend.